# Because (Novastar)
Because is een nummer van de Nederlands-Vlaamse singer-songwriter Novastar. In Nederland was het nummer de eerste single van zijn derde studioalbum Almost Bangor, in België was het de tweede single van dat album.
Het nummer haalde de 24e positie in de Nederlandse Top 40, en de 14e in de Vlaamse Ultratop 50.

## NPO Radio 2 Top 2000
| Nummer met noteringen in de NPO Radio 2 Top 2000 | '09  | '10  | '11  | '12  | '13  |
| ------------------------------------------------ | ---- | ---- | ---- | ---- | ---- |
| Because                                          | 1088 | 1214 | 1616 | 1834 | 1645 |

1. ↑  Een vetgedrukt getal geeft de hoogste notering aan.
2. ↑  2009 was het eerste jaar met een notering voor dit nummer.
3. ↑  Deze tabel is bijgewerkt tot en met de laatste editie (2024).